# ザ・レヴォリューション
- ザ・レヴォリューション
- ザ・レボリューション

ザ・レヴォリューション（The Revolution）は、アメリカ合衆国のロックバンド。1979年、ミネソタ州ミネアポリスで、プリンスによって結成された。 ロック音楽と幅広く結び付いたこのバンドのサウンドだが、そこにはヘヴィメタル、ポップ、ファンク、R&B、ハードロックなどの要素が、取り込まれている。ザ・レヴォリューションは、公式に解散を表明するまでに、スタジオ制作アルバム1枚、サウンドトラック・アルバム2枚、ビデオ2作品を制作した。バンドはメンバーも多く、人種や性別などの点でも多様であった。
ザ・レヴォリューションは、合衆国国内だけでも1600万枚以上売れたアルバム『パープル・レイン』（1984年）の成功で世界的に有名になったザ・レヴォリューションは、ビルボード誌のアルバム・チャート「Billboard 200 albums」の首位に立ったアルバムが2枚（『パープル・レイン』、『アラウンド・ザ・ワールド・イン・ア・デイ』）、シングル・チャート「Billboard Hot 100」のトップ10に入った曲が6曲あり、獲得したグラミー賞は3個あった。ザ・レヴォリューションは、1986年の映画『アンダー・ザ・チェリー・ムーン（Under the Cherry Moon）』のサウンドトラック・アルバム『パレード』に合わせたParadeツアーの後、正式に解散した。

## 概要

### 初期
プリンスは、デビューアルバム『フォー・ユー』を1978年に発表した後、バックバンドを作ることになり、憧れていたスライ・ストーンに倣って、人種やジェンダーが多様なバンドを編成した。当初のラインアップは以下の通りであった。
- デズ・ディッカーソン（Dez Dickerson） - ギター
- アンドレ・シモン（André Cymone） - ベース
- ボビー・Z（Bobby Z.） - ドラムス、パーカッション
- ゲイル・チャップマン（Gayle Chapman） - キーボード
- マット・フィンク（ドクター・フィンク）（Matt Fink） - キーボード

プリンスは、このバンドとともに、1979年にコロラド州で、実験的にレコーディングを行った。このレコーディングは、公式には名前がついていなかったが「The Rebels」と呼ばれている。これはあくまでも、より多くの音楽を生み出すためのサイドプロジェクトであった。このレコーディングでは、グループとしての取り組みが重視されており、リード・ボーカルをシモン、ディッカーソン、チャップマンがとっていた。この録音は、理由不明のまま長い間お蔵入りとなっていたが、このうち2曲だけは、後にプリンスによって他のアーティストに提供され、再録音されて発表された。「You」は「U」と改題され、ポーラ・アブドゥルのアルバム『スペルバウンド（Spellbound）』に収録された。また、「If I Love U 2nite」は、ミカ・パリス（Mica Paris）と、後にプリンスの妻となったマイテ・ガルシア（Mayte Garcia）がそれぞれ吹き込んでおり、パリスのバージョンが初出となるが、ガルシアのバージョンは、後にプリンスが再録音している。

### ザ・レヴォリューション以前
1979年から翌1980年にかけて行われたプリンスの最初のツアー「Prince Tour」に続く2つのツアーで、バンドはメンバーを2回の入れ替えた。The Wayというキリスト教系の新興宗教の信者だったチャップマンは、性的に露骨すぎるプリンスの曲の歌詞を歌うことや、「Head」という曲の演出でステージで思わせぶりにプリンスとキスすることが、自分の宗教的信条に反するとして、1980年にバンドを抜けた。バンドをやめる直前、彼女が The Wayの仲間と旅行に行きたいとプリンスに話したところ、プリンスは、その旅行はやめて直前に決まったリハーサルにきちんと参加するよう求めた。長い話し合いが行われた末に、チャップマンはグループを脱退し、代わってリサ・コールマン（Lisa Coleman）が参加することになった。彼女は、ふだんはファースト・ネームの「リサ」だけを名乗っていた。この頃から、もうひとりのキーボードであるフィンクは、ステージで外科医の手術服を着るようになり、「ドクター」フィンクと呼ばれるようになる。それまでフィンクは、白黒縦縞の囚人服をステージで着ていたのだが、リック・ジェームスのバンド・メンバーが同じ格好をしていたことがわかり、同趣向を避けるためプリンスがフィンクに「何かほかのアイデアはないのか？」と訊ねたところ、「医者の格好はどう？」となって、プリンスがこのアイデアを気に入り、ドクター・フィンクが誕生することになった。
翌1981年、前年から続いていたツアー「Dirty Mind Tour」の終了後、ベースのアンドレ・シモンがバンドを抜けると言い出した。プリンスが父親の元から独立した際にシモンの家族が住居を提供したほど、シモンはプリンスと私生活でも親しかったが、この脱退はプリンスに様々な意味で悲しみを与えた。シモンはスタジオでの関与が少なく、プリンスの音楽への貢献を明記されることがなかった。また、シモンは、自分自身が成功したいという思いもあり、プリンスに対して苦々しい思いも持っていた。後にシモンは、自分のアイデアの多くをプリンスが盗み、プリンスに近いバンド The Timeに使ったと主張したり、プリンスのアルバム『Controversy』に収められた「Do Me, Baby」のベースラインを作ったのは自分だと主張したりした。シモンは独立後、ジョディ・ワトリーをプロデュースし成功し、プライベートでもジョディと結婚し公私共にパートナーとなった（現在は離婚している）。結局、シモンに代わってマーク・ブラウン（Mark Brown）が新たに加入することになったが、その際、プリンスは彼のステージネームをブラウンマーク(Brownmark)と名付けた。
1982年から1983年にかけて、ザ・レヴォリューションという名が知られるようになる直前のメンバーは以下の通りであった。
- デズ・ディッカーソン（Dez Dickerson） - ギター
- ブラウンマーク（Brown Mark） - ベース
- ボビー・Z（Bobby Z.） - ドラムス、パーカッション
- リサ・コールマン（Lisa Coleman） - キーボード
- マット・フィンク（ドクター・フィンク）（Matt Fink） - キーボード

1982年に発表されたプリンスにとって4枚目のアルバム『1999』のカバーには、「プリンス・アンド・ザ・レヴォリューション」と記されている。バンドのメンバーは、本当にバンド名が付くのか気になっていたが、プリンスは、グループを積極的にザ・レヴォリューションと呼ぶことは躊躇していた。その背景には、デズ・ディッカーソンがバンドを辞めたいと言い出したことがあった。1982年から1983年にかけてのツアー「1999 Tour」の終了後、ディッカーソンは信仰上の事情で脱退し、リサの幼なじみだったウェンディ・メルヴォワン（Wendy Melvoin）が代わって参加した。プリンスはディッカーソンに、あと3年はバンドにいてほしいと頼んだが、ディッカーソンはそこまで関わっていく意志がなかった。プリンスは、ディッカーソンとの契約を破棄せずに（ディッカーソンの脱退にもかかわらず）一定の賃金支払いを続けると約束し、その通り実行した。ディッカーソンは、その後、キリスト教関係の独立系レコード・レーベル Star Song で働くことになった。ウェンディ&リサ（Wendy & Lisa）のコンビは、その後、プリンスと強い結び付きをもち、バンドの解散までプリンスの生み出す音楽に大きな影響を与え続けた。それまでのR&B/ファンク色が強かったプリンスの表現は、ロック、ポップ、クラシックの要素を帯びて、より多様な姿をとるようになった。

## プリンス&ザ・レヴォリューション

### デビュー作『パープル・レイン』
プリンス&ザ・レヴォリューションの最も売れたアルバム『パープル・レイン』は、プリンス&ザ・レヴォリューション自身によるプロデュースで制作され、ビルボード誌のアルバム・チャートでは、ブルース・スプリングスティーンの『Born in the U.S.A.』を追い落としてチャートの首位に立った。このアルバムは1984年6月末にリリースされ、収録曲からは「ビートに抱かれて（When Doves Cry）」、「レッツ・ゴー・クレイジー」（Let's Go Crazy）、「Purple Rain」、「I Would Die 4 U」、「Take Me with U」がシングル化された。シングル化された5曲は、すべてミュージック・ビデオが制作され、5曲すべてがビルボードのシングル・チャートでトップ100に、最初の4曲がトップ10にまで達し、「ビートに抱かれて」と「レッツ・ゴー・クレイジー」は首位に立った。アルバム『パープル・レイン』で最も成功したシングルである「ビートに抱かれて」は、ビルボード誌のポップ・チャートのほか、ダンス・R&Bチャートでも首位になった。
楽曲「Purple Rain」は、第27回グラミー賞において、デュオ/グループ・ロック・パフォーマンス部門と映画・テレビサウンドトラック部門で最優秀賞となり、2つのグラミーを獲得した。アルバム『パープル・レイン』は、24週にわたってチャートの首位に居座り、売上はアメリカ合衆国ではプラチナディスク13回分相当（1回分は100万枚）、カナダではプラチナディスク6回分相当（1回分は8万枚）、イギリスではプラチナディスク2回分相当（1回分は30万枚）に達した。アルバム『パープル・レイン』で、ザ・レヴォリューションが初めて公式に登場した。当時のバンドの構成は以下の通りであった。
- プリンス（Prince） - リードボーカル/ギター/ピアノ
- ウェンディ・メルヴォワン（Wendy Melvoin） - ギター/ボーカル
- ブラウンマーク（Brown Mark） - ベース/ボーカル
- リサ・コールマン（Lisa Coleman） - キーボード/ボーカル
- マット・フィンク（ドクター・フィンク）（Matt "Doctor" Fink） - キーボード/ボーカル
- ボビー・Z（Bobby Z.） - ドラムス

### バンドの拡張（1985–1986）
その後、1986年のツアー「Hit N Run - Parade Tour」まで、バンドにはメンバーが増えていった。1985年、当時、解体寸前の状態だったR&B/ポップ・グループ The Family のメンバーが、ザ・レヴォリューションに増員された。その中には、プリンスとつながりのあった The Timeの元メンバーも含まれていた。また、シーラ・E（Sheila E.）のバンドからもメンバーが移ってきた。「カウンターレヴォリューション（反革命）」とも呼ばれた当時のバンドの構成は以下の通りであった。
- プリンス（Prince） - リードボーカル/ギター/ピアノ
- ウェンディ・メルヴォワン（Wendy Melvoin） - ギター/ボーカル
- ミコ・ウィーバー（Miko Weaver）1 - ギター
- ブラウンマーク（Brown Mark） - ベース/ボーカル
- ボビー・Z（Bobby Z.） - ドラムス
- リサ・コールマン（Lisa Coleman） - キーボード/ピアノ/ボーカル
- マット・フィンク（ドクター・フィンク）（Matt "Doctor" Fink） - キーボード/ボーカル
- スザンナ・メルヴォワン（Susannah Melvoin）2 - バッキング・ボーカル
- エリック・リーズ（Eric Leeds）3 - サクソフォーン
- アトランタ・ブリス（Matt "Atlanta Bliss" Blistan）4 - トランペット
- ジェローム・ベントン（Jerome Benton）5、ウォール・サフォード（Wally Safford）、グレッグ・ブルックス（Greg Brooks） - 「ザ・ボディガーズ（The Bodyguards）」という3人組のダンサー/ボーカル/お笑い担当

1. 元 The Family。その前は The Time のメンバーだったが、St. PaulとJellybean Johnsonの離脱で、The Familyを経てザ・レヴォリューションに合流。

「Hit N Run - Parade Tour」では、さらにホーンセクションなどを加えた編成のザ・レヴォリューションが、アルバム収録曲を複雑なジャズ寄りの編曲で演奏するようになった。

## バンド・メンバー
プリンス（Prince）
活動期間: 1979–1986
楽器: リードボーカル/リードギター/ピアノ
デズ・ディッカーソン（Dez Dickerson）
活動期間: 1979–1983
楽器: リードギター/ボーカル
アンドレ・シモン（André Cymone）
活動期間: 1979–1981
楽器: ベース
ゲイル・チャップマン（Gayle Chapman）
活動期間: 1979–1980
楽器: キーボード
ボビー・Z（Bobby Z.）
活動期間: 1979–1986
楽器: ドラムス/パーカッション
マット・フィンク（ドクター・フィンク）（Matt Fink）
活動期間: 1979–1986
楽器: キーボード
リサ・コールマン（Lisa Coleman）
活動期間: 1980–1986
楽器: キーボード
ブラウンマーク（Brown Mark）
活動期間: 1982–1986
楽器: ベース
ウェンディ・メルヴォワン（Wendy Melvoin）
活動期間: 1983–1986
楽器: リードギター
ミコ・ウィーバー（Miko Weaver）
活動期間: 1985–1986
楽器: リードギター
エリック・リーズ（Eric Leeds）
活動期間: 1985–1986
楽器: サクソフォーン
アトランタ・ブリス（Matt "Atlanta Bliss" Blistan）
活動期間: 1985–1986
楽器: トランペット
スザンナ・メルヴォワン（Susannah Melvoin）
活動期間: 1985–1986
楽器: バッキング・ボーカル
ジェローム・ベントン（Jerome Benton）
活動期間: 1985–1986
楽器: ダンサー/ボーカル
ウォール・サフォード（Wally Safford）
活動期間: 1985–1986
楽器: ダンサー/ボーカル
グレッグ・ブルックス（Greg Brooks）
活動期間: 1985–1986
楽器: ダンサー/ボーカル

## 未発表アルバム
『Dream Factory』という名前が予定されていた、LP2枚組アルバムが、1986年にプリンス&ザ・レヴォリューション名義で録音されていたが、結局これは、お蔵入りになった。 このアルバムは、それまでの3枚のアルバムとは違って、バンド全体がオリジナル曲作りに関わっていた。ザ・レヴォリューションの解散を受け、このアルバムはプリンスによってお蔵入りにされた。

## 解体
ツアーのステージにおける華々しいパフォーマンスとは裏腹に、ザ・レヴォリューションの内部では不満がくすぶり、沸点に達しようとしていた。当初からのメンバーの一部は、バンドに新たに加わったメンバーを快く思っていなかった。双子の妹スザンナの参加に嫌気がさしていたウェンディは、「私はこの子と一緒に子宮に入っていたのに、ステージまで一緒にいなきゃいけないわけ？」と発言したとされる。ウェンディとリサは、プリンスがザ・ボディガーズとステージ上で演じるスラップスティック風のドタバタを、音楽とバンドを軽蔑するもののように感じ、気に入らなかった。「Hit N Run - Parade Tour」が始まる直前には、ブラウンマークと、ウェンディ&リサが、それぞれバンドを辞めると言い出した。プリンスはボビー・Zを空港に送り込んで、飛行機に乗ろうとしていたウェンディとリサを、文字通り捕まえ連れて帰らせた。プリンスはブラウンマークに高給の約束したが、ツアーの間、ブラウンマークは週給3000ドルという、ほかのツアー・バンドの給料と大差のない金額しか得られなかった。ブラウンマークは、当時ツアーを始めようとしていたスティーヴィー・ニックスのベーシストとしての仕事をオファーされていたが、報酬面で魅力的であったにもかかわらず、そちらを断っていた。しかし、ブラウンマークによれば、プリンスが「例の金額」を最後まで支払うことはなかったという。ツアーの最終公演となった横浜で、プリンスはアンコールの最後の曲「Sometimes It Snows In April」を終えると、使用していたギターの弦をすべて切ってしまった。
ツアー終了直後の1986年10月、プリンスと、ウェンディとリサの間には、おもにプリンスとスザンナの関係が原因で諸々の緊張関係が生じていた。プリンスは、ウェンディとリサを、当時借りていたビバリーヒルズの家へディナーに招き、2人に解雇を言い渡した。自分たちのバンドへの貢献が十分に認められていないと考えていたウェンディとリサは、デュオとして活動していくことになった。皮肉なことに、スザンナもプリンスとの関係が破局を迎え、ザ・レヴォリューションを去ることになり、一時はウェンディ&リサのバックバンドでコーラスを務めた。 
ウェンディとリサを解雇したプリンスは、ボビー・Zを呼び、代わりにもっと多才なシーラ・Eを入れるので、バンドから退くように言い渡した。まだ何年も残っていたボビー・Zとの契約は尊重され、その後もずっと給料の支払いは続けられた。ボビー・Zは、1989年にソロ・アルバムを出した。
一方、ブラウンマークは、バンドに残るように求められたが、バンドを辞めた。彼自身によれば「ある部分は、他のやめたメンバーへの忠誠心」だったが、同時に「プリンスがファンク系の音楽に戻っていくと決めたことが、気に入らなかった」ためだということだが、ソロ・アーティストとして、また、自身や他のアーティストの音楽プロデューサーとしての可能性を伸ばすことに専心したいという思いもあったのであろう。  
マット・フィンクは、1991年までプリンスと行動を共にした。しかし、ザ・タイムからジミー・ジャムとテリー・ルイスが抜けた時と同じように、別のバンドのプロデュース作業で忙しかったフィンクがロック・イン・リオ（Rock in Rio）の2日間の日程に参加できないとプリンスに告げたところ、彼はトミー・バーバレラ（Tommy Barbarella）に差し替えられてしまった。もっともフィンクは、2001年のインタビューでは、バンドとしての活動に飽きが来ていたとも述べている。プリンスが映画『Graffiti Bridge』を撮ったとき、プリンスはフィンクに「バンドをリハーサルして」ほしいと依頼したが、「映画の中には（フィンクを）入れようがないんだ」とも告げた。それまでのヒット曲を中心としたツアー「Nude Tour」を終えた後、フィンクは、ビデオ・ゲームの音楽を書いたり、テレビ通販用のコンピレーション・アルバムなどを扱う K-Tel Records で働くようになり、ミネアポリスを離れた。かつてのバンドの仲間たちとは違い、フィンクはすぐにはソロ作品を発表しなかった。フィンクのソロ作品は2001年までリリースされなかった。
2000年には、バンドが再結成され、『Roadhouse Garden』という新しいアルバムが発売される、という噂が流れたが、ウェンディ&リサがこのプロジェクトから降りた後、プリンスは関係する企画をすべて断念した。プリンスは、ウェンディ&リサに、ミネアポリスへ来て『Roadhouse Garden』を完成させてほしいと求めた。これに対し、ウェンディ&リサは、プリンスが礼を尽くして、彼女たちのミネアポリス滞在中の経費を全てもつよう求めた。プリンスはこれを拒否し、自分たちの資金を使ってプリンスの企画に参加するつもりなどなかったウェンディ&リサは、アルバムへの参加を断った。後にプリンスは、『Roadhouse Garden』の件について質問されたびに、「ウェンディ&リサに質問してくれ」と繰り返し答えた。

## 解散後
解散後にも、様々な機会に、いろいろな編成によるザ・レヴォリューションとしての再結成が行われた。
2000年、プリンスは出身地であるミネソタ州ミネアポリスで、ミレニアムを祝うコンサートを行ったが、その際かつてのメンバーに、一緒に演奏したいかと尋ねた。その結果、ドクター・フィンク、ボビー・Z、ブラウン・マークがステージに上り、プリンスとともに「America」を演奏した。
2003年12月13日、シーラ・Eが呼びかけたチャリティ・コンサート「Family Jamm」の第1回が開催され、プリンスゆかりのアーティストたちもいろいろ出演したが、その中には、プリンス以外のメンバーが揃ったザ・レヴォリューションも含まれていた。そこでは、「Mountains」、「Purple Rain」、「Baby I'm a Star」を含む6曲が演奏された。翌2004年には、タヴィス・スマイリー（Tavis Smiley）がホストを務めるケーブルテレビの番組で、ウェンディ・メルヴォワンがプリンスと共演し、アルバム『Musicology』に収められた「Reflection」を生演奏した。
2006年のブリット・アワードでは、プリンスのバックで、ウェンディ、リサ、シーラ・Eが共演し、ザ・ニュー・パワー・ジェネレーション（The New Power Generation）の元メンバーモリス・ヘイズ（Morris Hayes）も参加して、アルバム『3121』収録の「Te Amo Corazón」と「Fury」、そして、「Purple Rain」と「Let's Go Crazy」演奏した。シーラ・Eは「パープル・レイン」ではドラムスを、他の曲ではパーカッションを演奏した。

## ディスコグラフィ

### スタジオ・アルバム
| 年   | アルバムの情報 | チャート最高位 | チャート最高位 | チャート最高位 | チャート最高位 | チャート最高位 | チャート最高位 | チャート最高位 | チャート最高位 | チャート最高位 | チャート最高位 | 認定        | 認定     | 認定 |
| 年   | アルバムの情報 | US             | AUS            | AUT            | CAN            | GER            | NLD            | NOR            | SWE            | SWI            | UK             | US          | UK       | CAN  |
| ---- | --- | -------------- | -------------- | -------------- | -------------- | -------------- | -------------- | -------------- | -------------- | -------------- | -------------- | ----------- | -------- | ---- |
| 1985 | アラウンド・ザ・ワールド・イン・ア・デイ - 原題: Around the World in a Day - 発売日: 1985年4月22日 - レーベル: Warner Bros. | 1              | 12             | 7              | 16             | 10             | —              | 10             | 1              | 8              | 5              | 2x プラチナ | ゴールド |      |

### サウンドトラック
| 年   | アルバムの情報                                                                        | チャート最高位 | チャート最高位 | チャート最高位 | チャート最高位 | チャート最高位 | チャート最高位 | チャート最高位 | チャート最高位 | チャート最高位 | チャート最高位 | 認定         | 認定        | 認定        |
| 年   | アルバムの情報                                                                        | US             | AUS            | AUT            | CAN            | GER            | NLD            | NOR            | SWE            | SWI            | UK             | US           | UK          | CAN         |
| ---- | ------------------------------------------------------------------------------------- | -------------- | -------------- | -------------- | -------------- | -------------- | -------------- | -------------- | -------------- | -------------- | -------------- | ------------ | ----------- | ----------- |
| 1984 | パープル・レイン - 原題: Purple Rain - 発売日: 1984年6月25日 - レーベル: Warner Bros. | 1              | 1              | 8              | 1              | 5              | —              | 4              | 3              | 7              | 7              | 13x プラチナ | 2x プラチナ | 6x プラチナ |
| 1986 | パレード - 原題: Parade - 発売日: 1986年3月31日 - レーベル: Warner Bros.              | 3              | 8              | 7              | 11             | 6              | —              | 10             | 5              | 2              | 4              | プラチナ     | プラチナ    |             |

### シングル
| 年   | 原題                              | チャート最高位 | チャート最高位 | チャート最高位 | チャート最高位 | チャート最高位 | チャート最高位 | チャート最高位 | チャート最高位 | チャート最高位 | チャート最高位 | チャート最高位 | アルバム                                 |
| 年   | 原題                              | US             | US R&B         | US Dance       | AUS            | AUT            | GER            | NLD            | NOR            | SWE            | SWI            | UK             | アルバム                                 |
| ---- | --------------------------------- | -------------- | -------------- | -------------- | -------------- | -------------- | -------------- | -------------- | -------------- | -------------- | -------------- | -------------- | ---------------------------------------- |
| 1984 | "When Doves Cry"                  | 1              | 1              | 1              | 1              | 19             | 16             | —              | 10             | 18             | 17             | 4              | パープル・レイン                         |
| 1984 | "Let's Go Crazy"                  | 1              | 1              | 1              | 10             | —              | —              | —              | —              | —              | —              | 7              | パープル・レイン                         |
| 1984 | "Purple Rain"                     | 2              | 4              | —              | 41             | 4              | 5              | —              | 5              | 5              | 5              | 8              | パープル・レイン                         |
| 1984 | "I Would Die 4 U"                 | 8              | 11             | 50             | 96             | —              | —              | —              | —              | —              | —              | 58             | パープル・レイン                         |
| 1984 | "Take Me with U" (with Apollonia) | 25             | 40             | —              | —              | —              | —              | —              | —              | —              | —              | 7              | パープル・レイン                         |
| 1985 | "Paisley Park"                    | —              | —              | —              | 38             | —              | —              | —              | —              | —              | —              | 18             | アラウンド・ザ・ワールド・イン・ア・デイ |
| 1985 | "Raspberry Beret"                 | 2              | 3              | 4              | 13             | —              | 35             | —              | —              | —              | —              | 25             | アラウンド・ザ・ワールド・イン・ア・デイ |
| 1985 | "Pop Life"                        | 7              | 8              | 5              | 67             | —              | 65             | —              | —              | —              | —              | 60             | アラウンド・ザ・ワールド・イン・ア・デイ |
| 1985 | "America"                         | 46             | 35             | —              | —              | —              | —              | —              | —              | —              | —              | —              | アラウンド・ザ・ワールド・イン・ア・デイ |
| 1986 | "Kiss"                            | 1              | 1              | 1              | 2              | 8              | 4              | —              | 10             | 16             | 3              | 6              | パレード                                 |
| 1986 | "Mountains"                       | 23             | 15             | 11             | 45             | —              | 32             | —              | —              | —              | —              | 45             | パレード                                 |
| 1986 | "Anotherloverholenyohead"         | 63             | 18             | 21             | —              | —              | —              | —              | —              | —              | —              | 36             | パレード                                 |
| 1986 | "Girls & Boys"                    | —              | —              | 21             | —              | —              | 27             | —              | —              | —              | —              | 11             | パレード                                 |

### ビデオ・アルバム
| 年   | アルバムの情報                                                                             | チャート最高位 | チャート最高位 | チャート最高位 | チャート最高位 | チャート最高位 | チャート最高位 | チャート最高位 | チャート最高位 | チャート最高位 | チャート最高位 | 認定        | 認定 | 認定 |
| 年   | アルバムの情報                                                                             | US             | AUS            | AUT            | CAN            | GER            | NLD            | NOR            | SWE            | SWI            | UK             | US          | UK   | CAN  |
| ---- | ------------------------------------------------------------------------------------------ | -------------- | -------------- | -------------- | -------------- | -------------- | -------------- | -------------- | -------------- | -------------- | -------------- | ----------- | ---- | ---- |
| 1984 | - 原題: Purple Rain - 発売日: 1984年12月14日 - レーベル: Warner Home Video                 | 1              | —              | —              | —              | —              | —              | —              | —              | —              | —              |             |      |      |
| 1985 | - 原題: Prince & The Revolution: Live - 発売日: 1985年5月6日 - レーベル: Warner Home Video | 1              | —              | —              | —              | —              | —              | —              | —              | —              | —              | 2x プラチナ |      |      |